# Jivaka
Jivaka (Dżiwaka) – według dawnej indyjskiej legendy uczeń słynnego Atrei (króla lekarzy), osobisty lekarz Buddy.
Jivaka miał magiczny klejnot, którym prześwietlał pacjentów - umieszczony przed chorym, oświetlał jego ciało tak, jak lampa oświetla wszystkie rzeczy w domu i pozwalał znaleźć przyczynę choroby. Jak głosi tradycja, Jivaka użył tego kamienia, aby znaleźć stonogę w głowie pacjenta, po czym gdy otworzył jego czaszkę i usunął szkodliwy obiekt rozgrzanymi szczypcami, pacjent powrócił do zdrowia.